# Oddział Polikarpa Dąbrowskiego

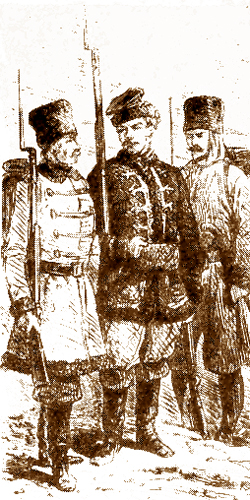
Fizylier

Oddział Polikarpa Dąbrowskiego – partia powstańcza okresu powstania styczniowego.
Oddział ten został sformowany przez Polikarpa Dąbrowskiego i operował na terenie Puszczy Białej.
Po zakończeniu zwycięskiej dla Polaków bitwy pod Stokiem stoczonej w nocy z 4 na 5 maja 300-osobowy oddział Dąbrowskiego połączył się z oddziałem Ignacego Mystkowskiego, awansowanego po tej bitwie na podpułkownika.
Wspólne siły Dąbrowskiego i Mystkowskiego wyniosły 1200 ludzi.